# Cerro San Antonio (kommun)
Cerro San Antonio är en kommun i Colombia.   Den ligger i departementet Magdalena, i den norra delen av landet, 600 km norr om huvudstaden Bogotá. Antalet invånare är 8 319.